# Pier Paolo Pozzi
Pier Paolo Pozzi (Cittiglio, 1964) è un batterista e compositore italiano.
Dal 1983 al 1986  Studia a Roma alla Scuola Popolare di Musica di Testaccio a Roma (tecnica, lettura e improvvisazione jazz) con  Massimo D'Agostino, Giovanna Marini, Martin Joseph, Francesco Marini, Danilo Terenzi e Giancarlo Gazzani.
Per dieci anni , si evolve  nel jazz italiano esibendosi  fra gli altri con Antonello Salis, Crystal White, Alex Britti, Danilo Terenzi, Donovan Mixon, Fabio Zeppetella, Ares Tavolazzi, Tony Scott, Marcello Rosa, Maurizio Giammarco, Riccardo Fassi ecc.
Nel   1993, si trasferisce a Parigi dove si esibisce con diverse formazioni in qualità li leader :   (TRIORITAL: G. Mirabassi piano, G. Bocle contr.)-( PPP Quartet: Paolo Fresu tromba, Fabio Zeppetella chitarra, Jean Jacques Avenel contrabbasso., - CD Greeting From... A-Records AL73184)  sia come  session man collaborando con diverse formazioni: Daniel Mille, Jean Jacques Avenel, Pierre de Bethmann, Michel Graillier, Jean-Loup Longnon, Bobby Few, Gil Naturel, Richard Clemens, Gimmy Gourley, Denis Le Loup, Barend Midelhoff,  Olivier Ker Ourio, Paula West, Giovanni Mirabassi, Ronnie Lynn Patterson, Harold Singer, Joe Chindamo, Joshua Redman ecc..
Nel maggio 1998, sostituisce  Lewis Nash nel Trio di Tommy FLANAGAN, con Peter Washington (contr.) per una serie di concerti all'ALLIANCE JAZZ Club de Paris.

## Festival
- UMBRIA JAZZ '87 (Italia)
- Berlin's 750 years Fondation City Festival 1987 (Germania)
- 35 éme Festival de Jazz d'ANTIBES JUAN-LES-PINS 1995 (Francia)
- COLMAR'98 (Francia)
- Octobre Musical Carthage '99 (Tunisia)
- TABARKA 2003 (Tunisia)
- Revelations ANTIBES 2004
- COLMAR 2005 (Francia)

## Discografia
- Pier Paolo Pozzi Quartet: Greetings from.. - Paolo Fresu tromba, Fabio Zeppetella chitarra, Jean Jacques Avenel contrabbasso, Al73184 A-Records (Challenge Records) 2000
- Barend Middelhoff Quintet City lines - Barend Middelhoff sax, Denis Leloup trombone, Olivier Ker Ourio armonica, Stephane Kerecki contrabbasso, P.P.Pozzi batteria (Challenge Records 2001)
- Gilda Solve:  The best is yet to come - Gilda Solve voce, Patrice Galas piano, Marc Fosset chitarra, Gus Nemeth contrabbasso, Pier Paolo Pozzi batteria  (black & Blue 2001)
- Rogerio Dentello: Aguas (Bird 2002)
- Patrice Galas: A TIME FOR JAZZ TRIOS - Patrice Galas piano, Gus Nemeth, Brian Hurley, Pierre Y.Sorin, EricLagace contrabbasso, Beau Faw, Guy Hayat, Jacques Dompierre, Pier Paolo Pozzi ,batteria - Oreil Productions 2004
- Christian Brenner Trio(s) - Christian Brenner piano, Olivie Chaours guitar, François Fuchs bass, Jean Pierre Robillard bass, Pier Paolo Pozzi drums - Amalgammes Productions 2010
- Pier Paolo Pozzi Quartet "Je volais je le jure" Tribute to Jacques Brel - Sébastien Jarrousse sax, Remy Decormeille piano, Stefano Cantarano bass, Pier Paolo Pozzi drums 2011 Alfamusic Prod., distr. EGEA
- Europa Jazz Quartet : Francesco Mascio (g), Stefano Preziosi (ts), Alessandro Del Signore (b), Pier Paolo Pozzi (d) (Zone di Musica, ZDM 1202)
- Castelli Jazz Collective plays Zawinul: Mario Corvini Arrangiamenti e direzione, guest Antonello Salis (fisarmonica), Giancarlo Ciminelli (tr) Claudio Corvini (tr) Tiziano Ruggeri (tp) Fabio Tullio (sax) Elvio Ghigliordini (sax, flute) Mario Corvino (tromb.) Roberto Schiano (tromb.) Andrea Gomellini (guit) Jacopo Ferrazza (bass), Pier Paolo Pozzi (drums)